# Zhou Yiran
Zhou Haoran dit Zhou Yiran, (chinois simplifié : 周浩然 ; pinyin : Zhōu Hàorán) né le 22 novembre 2000 à Chongqing, est un acteur et 
chanteur chinois.

## Biographie

### Carrière professionnelle
Il est membre d'un boys band « Yi'An Music Club », sous Original Plan Entertainment.
Il est surtout connu pour ses rôles dans les drames Quand je vole vers toi qui lui ont valu une reconnaissance internationale.
En décembre 2023, il est apparu dans la collection du Nouvel An lunaire 2024 de Gucci aux côtés de Tian Xiwei (en).
Le 1er février 2024, il est annonce comme ambassadeur de Bulgari Fragrances and Perfumes.
Le 22 avril 2024, Guerlain l'a annonce comme ambassadeur des soins de la peau.